# Too Much Too Young
 Too Much Too Young – trzeci singiel brytyjskiej grupy "drugiej fali ska" The Specials (wydany pod nazwą The Specials A.K.A.). Na rynku ukazał się 26 stycznia 1980 roku nakładem wytwórni 2 Tone Records. Producentami singla byli Dave Jordan i Jerry Dammers. Zajął 1 pozycję na brytyjskiej liście przebojów.
Singiel zawiera nagrania koncertowe z 1979 roku w The Lyceum (Londyn) – strona A, oraz w Tiffanys (Coventry) – strona B. Jest kilka wersji okładek w zależności od kraju w którym się ukazał. W wersji podstawowej ukazał się w formacie 7-cal., w Niemczech  ukazała się wersja 12-cal. z tą samą zawartością (Chrysalis 1980). Są też wersje z dwoma utworami: francuska (Chrysalis 1980) i brytyjska wersja promocyjna (2 Tone Rec. 1980).

## Spis utworów

### str.A
1. Too Much Too Young (Dammers/Chalmers) 	2:03
2. Guns of Navarone  (Thompkin/Webster)	2:25

### str.B
Skinhead Symphony 6:36
1. Longshot Kick the Bucket (Gordon /Robinson/Cook)
2. Liquidator (H. Johnson)
3. Skinhead Moonstomp (Naismith/Ellis)

### str.A
1. Too Much Too Young 2:03

### str.B
1. Guns of Navarone  2:25

### str.A
1. Too Much Too Young 2:03

### str.B
1. Skinhead Moonstomp

## Muzycy
- Terry Hall - wokal
- Neville Staple - wokal
- Lynval Golding - gitara rytmiczna, wokal
- Roddy Radiation - gitara prowadząca
- Jerry Dammers - klawisze
- Sir Horace Gentleman - gitara basowa
- John Bradbury - perkusja
- Rico Rodriguez - puzon (A2, B1)
- Dick Cuthell - trąbka (A2)